# Minkhaf I
Minkhaf I (fl. XXVI secolo a.C.) è stato un principe egizio della IV dinastia.

## Biografia
Minkhaf fu uno dei numerosi figli del faraone Cheope (2589 a.C. - 2566 a.C.), e probabilmente della regina Henutsen; fu inoltre fratellastro del faraone Djedefra e fratello del faraone Chefren, costruttore della seconda delle tre piramidi di Giza. Ebbe una moglie e un figlio, ma i loro nomi non sono pervenuti.
Ebbe i titoli di Primogenito del Corpo del Re, Capo della Giustizia e Visir.

## Sepoltura
Minkhaf fu sepolto nella doppia mastaba, numerata G 7430-7440, che si trova nella zona orientale della Necropoli di Giza. La costruzione della mastaba ebbe inizio durante il regno di Cheope, ed è costituita di una cappella interna e una esterna suddivisa in quattro stanze. Una delle stanze dovette contenere almeno quattro statue. Le nicchie mostrano le misure adatte a contenere statue stanti, e vi sono state rinvenute iscrizioni con il nome e i titoli di Minkhaf.
Al suo interno furono scoperti due pozzi funerari: il pozzo G 7430 A e il pozzo G 7430 B. Il primo conteneva il sarcofago del principe, deposto una apposita nicchia sulla parete occidentale della camera. Vi era inoltre una cavità destinata a contenere i vasi canopi, in corrispondenza dell'angolo sud-orientale. Il secondo pozzo sembra destinato alla moglie del principe, ma non fu mai completato e utilizzato.
Il sarcofago di Minkhaf si trova al Museo egizio del Cairo.